# ミハエル・ロエベ
ミハエル・ロエベことミハイ・レウ（Michael Löwe、ルーマニア語: Mihai Leu、男性、1968年2月13日 - 2025年7月1日）は、ルーマニアのプロボクサー。フネドアラ出身。元WBO世界ウェルター級王者。引退後はラリーの選手に転身、ラリーカーのドライバーとしても活躍した。ボクシングではレフェリー(WBO公認資格のみ保有)、ジャッジはWBCとWBOの公認のレフェリーとして活躍している。

## 来歴
アマチュア時代の200戦190勝10敗の戦績を残し、1991年9月16日、ロエベはプロデビューを果たし6回判定勝ちを収め白星でデビューを飾った。
1994年2月19日、アントニオ・ダガと対戦し8回判定勝ち。
1994年12月3日、ドイツインターナショナルウェルター級王者ステファン・スチュラムと対戦し10回判定勝ちを収め王座獲得に成功した。
1995年4月1日、グレイグ・ホックとWBOインターコンチネンタルウェルター級王座決定戦で対戦し11回2分24秒TKO勝ちを収め王座獲得に成功した。
1996年10月19日、ドゥエイン・スウィフトと対戦し4回KO勝ちを収めた。
1997年2月22日、ホセ・ルイス・ロペスの返上で空位となったWBO世界ウェルター級王座決定戦でサンティアゴ・サマニエゴと対戦し12回3-0(114-113、117-110、116-112)の判定勝ちで王座獲得に成功した。
1997年9月20日、マイケル・カールースと対戦し12回2-0(115-114、117-111、114-114)の判定勝ちを収め初防衛に成功した。しかし試合後に王座在位のままいきなりの電撃引退を表明した。王座決定戦で左手を負傷していたが、怪我をしたまま初防衛戦を行ったため骨折していたことで試合を組み立てる左手が使えなかったことを原因にあげた。
引退後はラリーのドライバーとして活躍し2003年にルーマニア国内王者になった。ボクシングではレフェリーとジャッジで活躍している。
2025年7月1日の夜、6月21日から入院していたブカレストの病院で死去。56歳没。

## 獲得タイトル
- ドイツインターナショナルウェルター級王座
- WBOインターコンチネンタルウェルター級王座
- 第6代WBO世界ウェルター級王座（防衛1度=返上）